# 贝尔苏约机场
贝尔苏约机场（印尼语：Bandar Udara Bersujud）是印度尼西亚南加里曼丹省巴图里新的一座机场。

## 航空公司和目的地
| 航空公司 | 目的地       |
| -------- | ------------ |
| 风翼航空 | 马辰、望加锡 |

## 资料来源
1. ↑  .   [2017-11-01]. （原始内容存档于2016-11-09）.
2. ↑  .   [2017-11-01]. （原始内容存档于2016-11-09）.
3. ↑  https://agent.lionair.co.id/LionAirAgentsPortal/Default.aspx/